# 西田二郎の無添加ですよ!
西田二郎の無添加ですよ!（にしだじろうのむてんかですよ!）は、讀賣テレビ放送で深夜を中心に不定期で放送されていたバラエティ番組。司会者でもある西田二郎は読売テレビのディレクター(放送当時)で、この番組においては司会業、プロデュース、総合演出の一人三役をこなしている。

## 概要
タイトルの無添加とは、あらかじめ用意された台本を用いないで、一般素人に無理難題を押し付けて挑戦してもらおうという趣旨が込められている。また、ロケ先で期待していたような結果が出なくても、決して過剰な演出という添加物に頼らず、ありのままの映像を放送しようという意図も込められており、この手の番組にありがちなやらせに対するアンチテーゼの意味も込められている。
人気企画「いきなり!!携帯リレー」のコーナーは一般視聴者が大阪駅から携帯電話をリレーしてどこまで遠くまでいけるかという試みで、2002年に開始してから東の方向に進み、大阪、京都、滋賀、岐阜、愛知の各府県を走破。2006年の放送で静岡駅まで到達した。この模様は映画「無添加ですよ!ザ・ムービー」として一部が、2003年夏から毎年夏休みと冬休み、春休みの期間、定時放送終了時間（フィラー突入）を延長をして毎日10分間「無添加ですよ!(季節名)毎日!!」と題して紹介されている。
なお、JR福知山線脱線事故のため、JR西日本ICOCA乗りつぶし旅の企画に関しては、2005年～2007年2月まではこの番組を自粛させていたが、2007年2月3日に復帰された。
2009年3月15日に「無添加ですよ！オトモ」として新バージョンが放送された。

## このほかの主要な企画
- いきなり!!大声ラーメン
- 地元対抗!いきなり!!綱引き
- いきなり!!街角ダンス
- いきなり!!友達できるかな!?
- JR西日本ICOCA乗りつぶし旅
- 日本ぐるぐる!47都道府県 出身地の旅
- オトモ

## 出演者
- 西田二郎（読売テレビ・ディレクター／チーフプロデューサー）
- 国木田かっぱ - 乗りつぶしの旅のみ出演
- 本野大輔（読売テレビアナウンサー） - 乗りつぶしの旅、出身地の旅の進行役。
- 川田裕美（読売テレビアナウンサー） - いきなり!!携帯リレーの進行役。
- 水口幸広（漫画家・イラストレーター） - 乗りつぶしの旅のナレーションを担当。
- 森一丁 - 出身地の旅のナレーションを担当。

## スタッフ
- 企画・演出：西田二郎（読売テレビ）
- ディレクター：辻章悟（ワイズビジョン） ／ 鈴木康司（アッシュ）〔乗りつぶしの旅、ケータイリレーの旅〕
- 構成：下田雄大、松丸進
- 監修：倉本美津留
- ブレーン：鈴木しげき
- 広報：西川章洋（読売テレビ）
- AD：岸辺智史（アッシュ）、椿本慶次郎
- AP：梅野麻未（アッシュ）〔乗りつぶしの旅のみ〕
- プロデューサー：関聖子（読売テレビ）、藤山高浩（オフィス・ハイウェイ）
- スタッフ協力：オフィス・ハイウェイ、アッシュ、ワイズビジョン ／  サウンドエフェクト、ルデ・カンパニー、ウイズ・ユー、エイデック、麻布プラザ
- 制作著作：読売テレビ

### 過去のスタッフ
- プロデューサー：勝田恒次・小坂展子（読売テレビ）